# Tour de Caraillé
La Maison dite Tour de Caraillé est située à Fumel, dans le département de Lot-et-Garonne.

## Localisation
La maison dite Tour de Caraillé est située au no 3 de la rue Belhomme, à Fumel.

## Historique
L'édifice a dû être construit, à l'origine, pour surveiller un gué sur le Lot et un moulin voisin.
L'immeuble comprend deux parties :
- l'une, ancienne, est établie sur une cave voûtée dans laquelle se distinguent encore deux meurtrières et comporte une tour ronde qui possédait un escalier à vis ;
- l'autre, plus récente, a été bâtie en s'inspirant du château de Fumel, avec la même terrasse à balustres posée sur trois grandes arcades formant une galerie voûtée d'arêtes qui donne, elle-même, accès à une vaste cave voûtée en plein cintre.

La maison a été inscrite au titre monuments historiques le 1er septembre 1986.